# Église Saint-Julien de Saint-Julien-d'Ance
Pour les articles homonymes, voir Église Saint-Julien.
L'église Saint-Julien est une église catholique située à Saint-Julien-d'Ance, en France.

## Localisation
L'église est située dans le département français de la Haute-Loire, sur la commune de Saint-Julien-d'Ance.

## Historique
L'édifice est classé au titre des monuments historiques en 1920 et inscrit en 1926.
Sur les bases d'une église romane, au début du XVIe siècle, Antoine Albert au Aubert (prieur de Saint Julien entre 1510 et 1518) fait construire une église gothique.
De l'ancien édifice roman, il reste la porte, une partie de la façade et quelques autres fragments.
La porte, comme toutes celles des églises de la région, n'a ni tympan, ni linteau.
La baie est entourée de deux voussures en plein cintre, de profil rectangulaire, dont l'arête extérieure est simplement abattue. Une rangée de petites sphères l'entoure extérieurement. Les archivoltes reposent sur deux colonnettes terminées par des chapiteaux à feuillages. L'astragale fait partie du fût. Sa simplicité accuse une construction remontant au moins au XIIe siècle.
Les belles portes ornées de solides et artistiques ferrements datent des années 1880.
Une partie de la façade, composée de pierres de taille de grand appareil, couronnée par une corniche à larges moulures, est encore un reste de la première église romane.
On peut également admirer quelques autres fragments, que l'on a encastrés, çà et là, dans les murs de l'église, lors de sa reconstruction : têtes d'animaux fantastiques, figures grimaçantes, gargouilles, etc. 
Et en levant les yeux, le visiteur admirera les remarquables clefs de voûte. 
Le nouvel autel a été réalisé en 2003 par Emmanuel Barrois, maître verrier de Lavaudieu. 
Un verre d'une surface irrégulière, de couleur verte laiteuse et translucide, habille l'autel dont l'âme est constituée d'un cylindre doré qui apparaît de manière diffuse et différente selon l'heure de la journée. Des filets d'or soulignent la noblesse du matériau. 